# Sela (Bośnia i Hercegowina)
Sela (cyr. Села) – wieś w Bośni i Hercegowinie, w Republice Serbskiej, w gminie Kalinovik. W 2013 roku liczyła 7 mieszkańców.